# Transformation (Bodenkunde)
| Kategorie | Prozess           |
| --------- | ----------------- |
| Abbau     | Zersetzung        |
| Abbau     | Verwesung         |
| Abbau     | Verwitterung      |
| Aufbau    | Humifizierung     |
| Aufbau    | Mineralneubildung |

Bei den Vorgängen der Transformation handelt es sich in der Bodenkunde um Prozesse, bei welchen Umwandlung und Umformung von Boden ohne Verlagerung stattfindet.
Neben Gefügebildung (Aggregation, Segregation), Ionenaustausch und Redoxvorgängen zählen in der Tabelle genannten Abbau- und Aufbauprozesse zu den Transformationen.